# Выборы в Европейский парламент в Болгарии (2024)
Выборы в Европейский парламент в Болгарии прошли 9 июня 2024 года в рамках общеевропейских выборов и одновременно с парламентскими выборами в Народное собрание Болгарии. На выборах избиралась болгарская делегация, состоящая из 17 депутатов. Они стали пятыми выборами в Европарламент в стране и первыми европейскими выборами после выхода Великобритании из Европейского союза (Brexit).

## Избирательная система
Семнадцать депутатов Европарламента от Болгарии избирались по системе пропорционального представительства по полуоткрытому списку в едином общенациональном избирательном округе. Места распределялись методом наибольшего остатка. Порог — это количество действительных голосов, делённое на количество членов Европейского парламента от Болгарии, что составляло к моменту выборов около 5,9 %.
Все жители, достигшие 18-летнего возраста ко дню выборов, имеющие болгарское гражданство и основное место жительства в Болгарии, болгарские граждане без места жительства в Болгарии (болгары за рубежом) и другие граждане Союза, если их основное место жительства находится в Болгарии, имеют право голосовать на европейских выборах в Болгарии. Голосование является обязательным для граждан Болгарии, однако для тех, кто не голосует, не предусмотрено никаких штрафов.

## Результаты
|                                        | Граждане за европейское развитие                        | 474 059   | 23,55   | 5  | -1    |
|                                        | Движение за права и свободы                             | 295 092   | 14,66   | 3  | 0     |
|                                        | Продолжаем перемены — Демократическая Болгария          | 290 865   | 14,45   | 3  | +3    |
|                                        | Возрождение                                             | 281 434   | 13,98   | 3  | +3    |
|                                        | Болгарская социалистическая партия — Объединённые левые | 141 178   | 7,01    | 2  | -3    |
|                                        | Есть такой народ                                        | 121 572   | 6,04    | 1  | новая |
|                                        | Величие                                                 | 81 955    | 4,07    | -  | новая |
|                                        | Мораль, единство, честь                                 | 51 076    | 2,54    | -  | новая |
|                                        | ВМРО — Болгарское национальное движение                 | 42 022    | 2,09    | -  | -2    |
|                                        | Синяя Болгария                                          | 24 917    | 1,24    | 0  | новая |
|                                        | Солидарная Болгария                                     | 24 685    | 1,23    | 0  | новая |
|                                        | Центр (Васил Божков)                                    | 20 869    | 1,04    | 0  | новая |
|                                        | Партия зелёных                                          | 17 131    | 0,85    | 0  | 0     |
|                                        | Независимый Кузма Илиев                                 | 11 057    | 0,55    | 0  | 0     |
|                                        | Левые!                                                  | 10 230    | 0,51    | 0  | новая |
|                                        | Болгарский восход                                       | 9 510     | 0,47    | 0  | новая |
|                                        | Зелёное движение                                        | 8 347     | 0,41    | 0  | 0     |
|                                        | Голос народа                                            | 6 921     | 0,34    | 0  | 0     |
|                                        | Прямая демократия                                       | 5 257     | 0,26    | 0  | 0     |
|                                        | Мы идём (Николай Хаджигенов)                            | 4 999     | 0,25    | 0  | новая |
|                                        | Мы, граждане                                            | 4 937     | 0,25    | 0  | новая |
|                                        | Унификация                                              | 4 302     | 0,21    | 0  | новая |
|                                        | Болгарский голос                                        | 2 821     | 0,14    | 0  | новая |
|                                        | Гражданский блок (Иван Гешев)                           | 2 310     | 0,11    | 0  | новая |
|                                        | Коалиция розы                                           | 2 294     | 0,11    | 0  | 0     |
|                                        | Общество за Новую Болгарию                              | 2 073     | 0,10    | 0  | 0     |
|                                        | Болгарский национальный союз — Новая демократия         | 1 956     | 0,10    | 0  | 0     |
|                                        | За Великую Болгарию                                     | 1 770     | 0,09    | 0  | новая |
|                                        | Народная партия — «Правда и только правда»              | 1 733     | 0,09    | 0  | новая |
|                                        | Болгарская национальная унификация                      | 983       | 0,05    | 0  | новая |
|                                        | Болгарский союз за прямую демократию                    | 895       | 0,04    | 0  | новая |
|                                        | Прочие                                                  | 63 810    | 3,17    | 0  | 0     |
|                                        | Действительные бюллетени                                | 2 013 060 | 97,05   |    |       |
|                                        | Недействительные/пустые бюллетени                       | 61 238    | 2,95    |    |       |
|                                        | Всего                                                   | 2 074 298 | 100,00  | 17 | ±0    |
|                                        | Зарегистрированных избирателей/Явка                     | 6 170 472 | 33,62 % |    |       |
| Источники: ЦИК Болгарии, Европарламент |                                                         |           |         |    |       |